# Description de l’Égypte

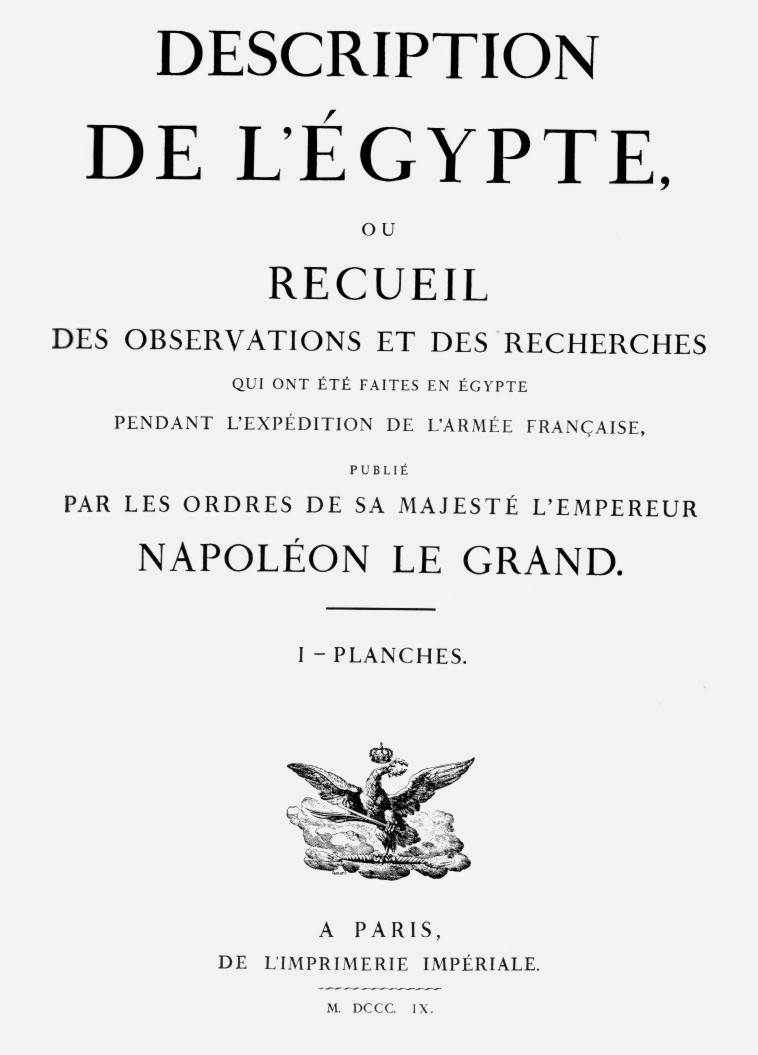
Titelblatt der Erstausgabe, 1809

Description de l’Égypte (frz.: Beschreibung Ägyptens) ist der Titel einer berühmten Text- und Bildsammlung, die als Ergebnis der Ägyptischen Expedition Napoléon Bonapartes (1798–1801) entstanden ist. Sie gilt als ein wesentlicher Anstoß zur Entstehung der Ägyptologie als Wissenschaft. Der vollständige Titel lautet: « Description de l’Égypte ou recueil des observations et des recherches qui ont été faites en Égypte pendant l'expedition de l'Armée Française publié par les ordres de Sa Majesté l’empereur Napoléon le Grand ». (frz.: Beschreibung Ägyptens oder Sammlung der Beobachtungen und Forschungen, die in Ägypten während der Expedition der französischen Armee durchgeführt wurden, veröffentlicht auf Befehl Seiner Majestät, Kaiser Napoleon des Großen.)

## Ägypten als Ziel

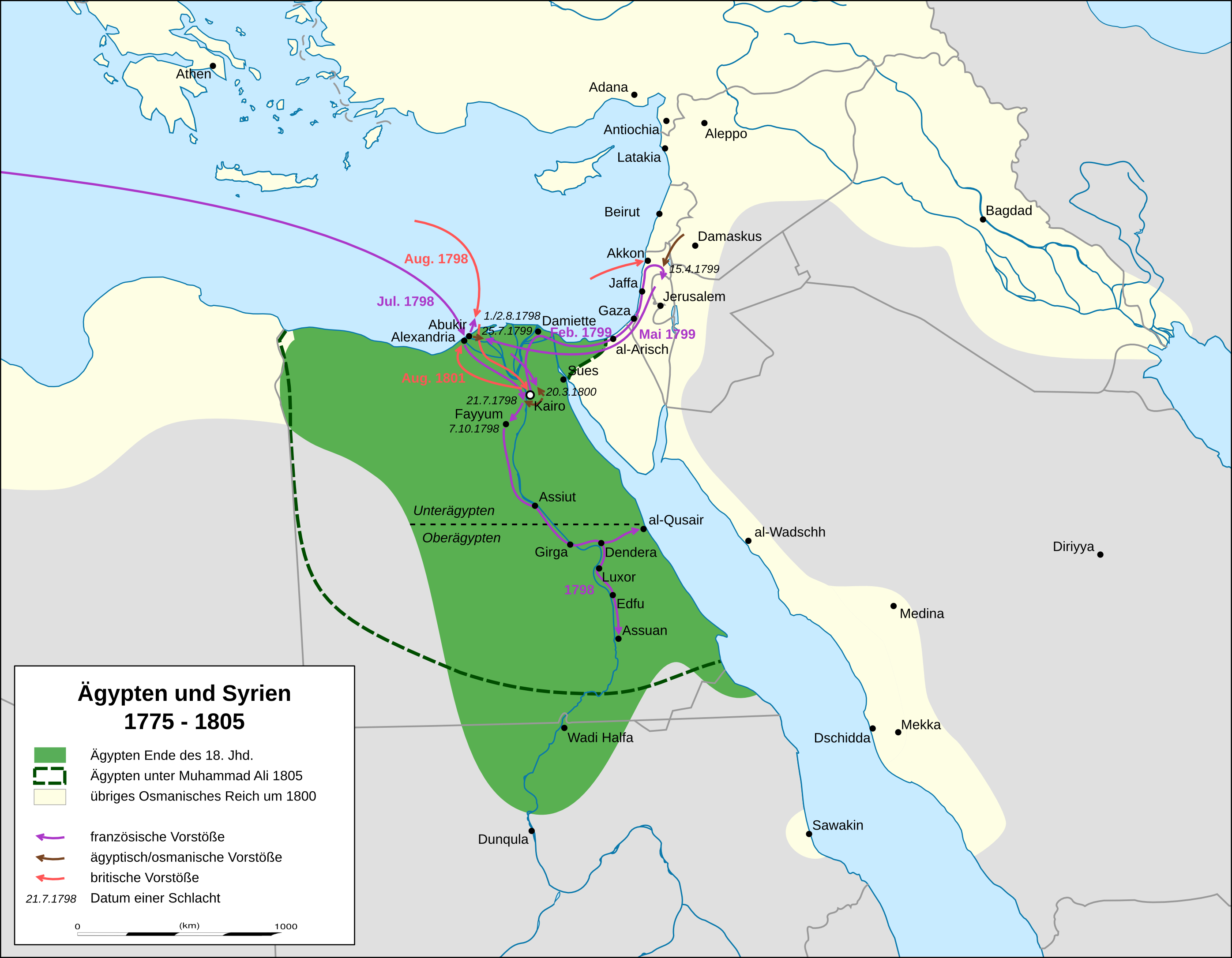
Ägypten und Syrien während der Ägyptischen Expedition

Offiziell diente der Feldzug dem Ziel, das ägyptische Volk von der Herrschaft der Mamluken und der osmanischen Oberhoheit zu befreien und ihm die Errungenschaften der westlichen Zivilisation zugänglich zu machen. Dahinter stand das politische Motiv, Ägypten in eine französische Provinz zu verwandeln, den Einfluss Frankreichs im Mittelmeerraum zu vergrößern und zu stabilisieren und damit indirekt die erfolgreichere Kolonialmacht England zu treffen. Die persönlichen Beweggründe Napoléons bestanden darin, seinen Gegnern in Paris für einige Zeit aus dem Wege zu gehen und den eigenen Ruhm durch Eroberungen im legendären Afrika zu vergrößern.
Napoléon hatte nicht nur politische und militärische Ambitionen, sondern war auch Mathematiker und interessierte sich für Wissenschaft und Künste. So verband er seine militärische Planung für den Feldzug in Ägypten von Anfang an mit wissenschaftlichen und kulturellen Zielen. Die „Description de l'Égypte“ ist im Wesentlichen seiner Initiative zu verdanken. Dieser Teil seines Unternehmens war verknüpft mit einer Reihe früherer Aktivitäten: 1787 war der umfassende Reisebericht „Voyage en Egypte et en Syrie“ des Comte de Volney erschienen (der Autor gehörte dann später zu den zivilen Begleitern Napoléons in Ägypten). Während des ganzen 18. Jahrhunderts hatten Gelehrte neue Kenntnisse über den Orient gesammelt, daraus resultierte 1793 die Gründung einer Ecole Publique im Rahmen der Nationalbibliothek, wo Arabisch, Türkisch und Persisch gelehrt wurde. 1795 entstand das Institut National de France, an dem auch orientalistische Studien betrieben werden sollten.

## Das Forschungsunternehmen

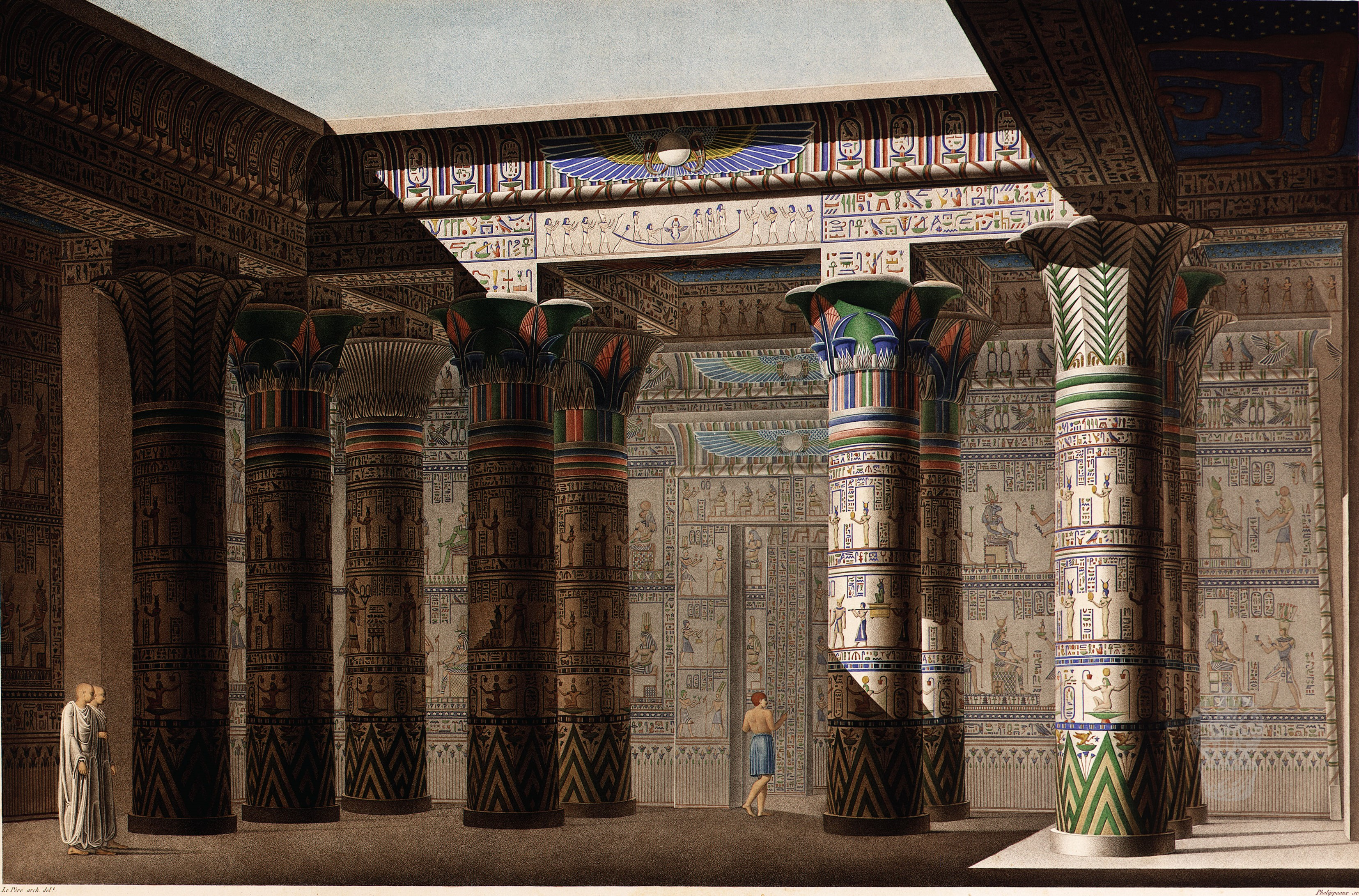
Tempel von Philae, Vorhof

Das Direktorium – zu diesem Zeitpunkt die entscheidende Instanz der Französischen Revolution – bewilligte schließlich außer den Kriegskosten für Napoléons Unternehmen noch beträchtliche Summen für nichtmilitärische Aktivitäten: 215 000 Livres für die wissenschaftliche Ausrüstung und über 25 000 Livres für Anschaffung und Transport einer speziellen Bibliothek, deren 550 Bände von Napoléon persönlich ausgewählt wurden.

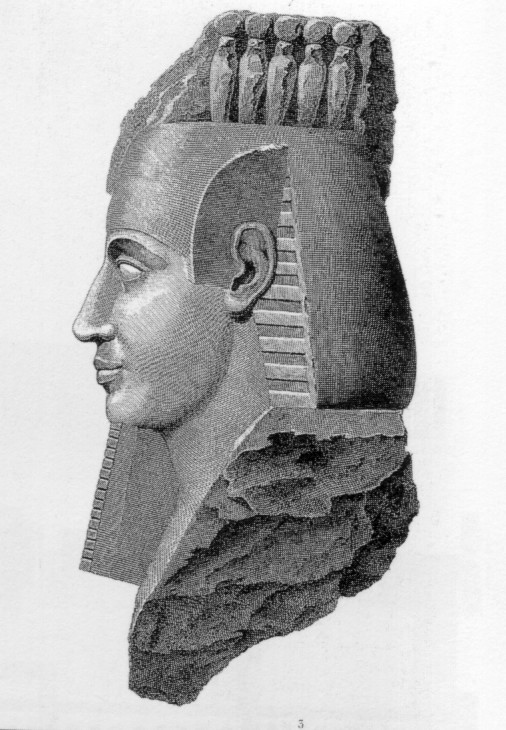
Kopf einer Statue aus Theben

Der Feldzug begann im Mai 1798, rund 35 000 Soldaten nahmen daran teil. Dazu kamen etwa 500 Zivilisten, unter ihnen 21 Mathematiker, 3 Astronomen, 17 Ingenieure, 13 Naturforscher und Bergbauingenieure, 4 Architekten, 8 Zeichner, 10 Geisteswissenschaftler, ferner 22 Schriftsetzer, die über lateinische, griechische und arabische Buchstaben verfügen konnten. Nach einer für die Mamluken äußerst verlustreichen Schlacht an den Pyramiden von Gizeh wurde Kairo eingenommen. Napoléon glaubte den Feldzug schon gewonnen. Noch 1798 gründete er in Kairo ein Ägyptologisches Institut (Institut d’Égypte). Die hier tätigen Forscher erhielten die Aufgabe, alle erdenklichen Aspekte des Lebens in Ägypten, sowohl historische als auch aktuelle, zu untersuchen.

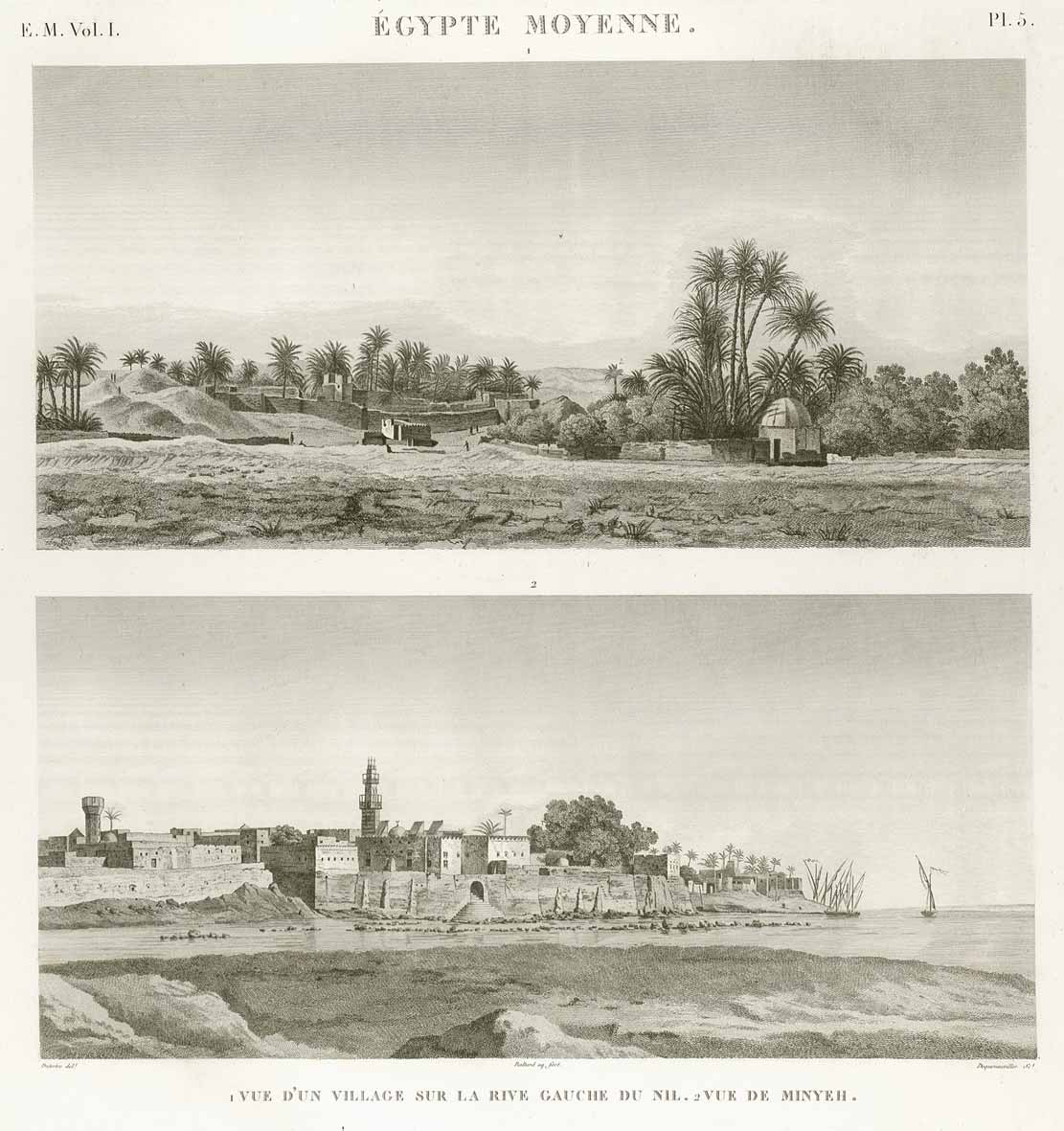
Ansicht eines Dorfes am Nil

Die klimatischen Bedingungen waren denkbar ungünstig, die alltäglichen Lebensumstände ungewohnt hart. Dennoch erledigten die meist jungen Wissenschaftler und Studenten ihre Arbeit effektiv und mit anhaltender Begeisterung für ihren Oberkommandierenden Bonaparte. Vivant Denon, zuvor in Paris Direktor des Louvre und nun verantwortlich für das Ägyptologische Institut, schrieb: „Ein einziges Wort des Helden ... genügte für meine Entscheidung, mit ihm zu gehen“ und traf damit offenbar die Stimmung auch seiner Mitarbeiter. Über die Situation vor Ort, in der Nachhut einer Armee im Kriegszustand, berichtete Denon, man habe ein Land durchquert, „das, außer dem Namen nach, bei den Europäern praktisch unbekannt war; folglich war alles wert, aufgezeichnet zu werden. Die meiste Zeit fertigte ich meine Zeichnungen auf den Knien an. Einige musste ich im Stehen machen, und andere sogar auf meinem Pferd...“. Archäologische Funde wurden systematisch registriert und nach Möglichkeit restauriert, untersucht wurden aber auch Bewässerungssysteme, Ackerbau und Handwerk. Die französischen Orientalisten in der Expedition bemühten sich, ein vertrauensvolles Verhältnis zwischen den Vertretern der beiden unterschiedlichen Kulturen herzustellen, indem sie sich mit den Einwohnern in deren Umgangssprache austauschten. In der Konfrontation mit den realen Lebensbedingungen ging die in Europa verbreitete, idealisierende Vorstellung von Ägypten als einem Paradies auf Erden rasch verloren.
Nach einem turbulenten Kriegsverlauf auf verschiedenen Schauplätzen der Region, zuletzt von einer britischen Armee entscheidend geschlagen, mussten die Franzosen im Spätsommer 1801 Ägypten wieder verlassen. Napoléon hatte sich schon zwei Jahre zuvor in einer geheimen Aktion von dem Expeditionskorps abgesetzt, um in Frankreich seine Karriere fortzusetzen. Die französischen Wissenschaftler weigerten sich, ihre Arbeitsergebnisse in Ägypten zurückzulassen, obwohl sie deswegen zeitweilig mit dem Tode bedroht wurden. Schließlich ließen ihnen die Engländer das schriftliche Material, beschlagnahmten aber die Kunstobjekte, darunter den Stein von Rosetta. Er war im Nildelta gefunden worden und schien mit seiner dreifachen Beschriftung – Hieroglyphen, demotischen Zeichen und griechischen Buchstaben – den Schlüssel zur Entzifferung der altägyptischen Bilderschrift zu liefern. Der Stein ging als Kriegsbeute an das British Museum in London, Kopien der Beschriftung gelangten auch nach Paris. Nach langem wissenschaftlichen Wettstreit konnte 1822 zuerst der Franzose Jean-François Champollion das System der Hieroglyphen entziffern.

## Die Veröffentlichung
Im Februar 1802 veranlasste Napoléon die Veröffentlichung der umfangreichen wissenschaftlichen und künstlerischen Ergebnisse seiner militärisch fehlgeschlagenen Expedition. Das Resultat war eine vollständige Beschreibung Ägyptens zum Zeitpunkt des Feldzuges – seiner Altertümer, aber auch seines Alltagslebens und seiner Tier- und Pflanzenwelt. Die Arbeit von 400 Kupferstechern über annähernd 20 Jahre erbrachte 837 Kupferstichtafeln mit insgesamt mehr als 3000 Abbildungen, gegliedert in elf Abschnitte: fünf für Altertümer, drei für Naturgeschichte, zwei für Zeitgenössisches und einer für Karten. Die Erstausgabe der „Description de l'Égypte“ unter der Leitung von Francois Jomard erschien in mehreren Partien zwischen 1809 und 1828, sie umfasste neun Quartbände und 11 Bildbände in übergroßem Format sowie zwei Bildbände und einen Band mit Karten in sehr großem Format (Mammutfolio), somit insgesamt 23 Bände. Das Gesamtwerk hat den Charakter einer Enzyklopädie und ist auch oft mit Diderots Encyclopédie verglichen worden. Ludwig XVIII., seit 1814 König von Frankreich, ließ als Zeichen seiner Anerkennung an 70 Mitarbeiter des Werkes 100 000 Francs verteilen. Im öffentlichen Bewusstsein verschwand allmählich das politisch-strategische Desaster des Feldzuges hinter dem Umfang und der Bedeutung seines kulturellen Ertrages, in Frankreich entwickelte sich eine regelrechte Ägyptomanie.
Eine zweite Auflage, üblicherweise als édition Panckoucke bezeichnet,  wurde von Charles Louis Fleury Panckoucke in den Jahren 1821 bis 1830 in einem kleineren Format veröffentlicht und auf 37 Bände verteilt, wobei viele der größeren Abbildungen in das kleinere Format gefaltet wurden. Die meisten Digitalisate geben diese zweite Auflage wieder.

### Zweite Auflage (édition Panckoucke)
- Band 01 (1821): Tome Premier, Antiquités-Descriptions.
- Band 02 (1821): Tome Deuxième, Antiquités-Descriptions. (Digitalisat auf Google Books).
- Band 03 (1821): Tome Troisième, Antiquités-Descriptions. (Digitalisat auf Google Books).
- Band 04 (1822): Tome Quatrième, Antiquités-Descriptions.
- Band 05 (1824): Tome Cinquième, Antiquités-Descriptions. (Digitalisat auf Google Books).
- Band 06 (1822): Tome Sixième, Antiquités-Mémoires. (Digitalisat auf Google Books).
- Band 07 (1822): Tome Septième, Antiquités-Mémoires.
- Band 08 (1822): Tome Huitième, Antiquités-Mémoires.
- Band 09 (1829): Tome Neuvième, Antiquités-Mémoires et Descriptions.
- Band 10 (1826): Tome Dixième, Explication Des Planches, D'Antiquités. (Digitalisat auf Google Books).
- Band 11 (1822): Tome Onzième, Etat Moderne. (Digitalisat auf Google Books).
- Band 12 (1822): Tome Douzième, Etat Moderne. (Digitalisat auf Google Books).
- Band 13 (1823): Tome Treizième, Etat Moderne.
- Band 14 (1826): Tome Quatorzième, Etat Moderne.
- Band 15 (1826): Tome Quinzième, Etat Moderne.
- Band 16 (1825): Tome Seizième, Etat Moderne. (Digitalisat auf Google Books).
- Band 17 (1824): Tome Dix-Septième, Etat Moderne.
- Band 18.1 (1826): Tome Dix-Huitième, Etat Moderne. (Digitalisat auf Google Books).
- Band 18.2 (1829): Tome Dix-Huitième (2´ Partie), Etat Moderne. (Digitalisat auf Google Books).
- Band 18.3 (1830): Tome Dix-Huitième (3´ Partie), Etat Moderne. (Digitalisat auf Google Books).
- Band 19 (1824): Tome Dix-Neuvième, Histoire Naturelle, Botanique-Météorologie. (Digitalisat auf Google Books).
- Band 20 (1825): Tome Vingtième, Histoire Naturelle.
- Band 21 (1826): Tome Vingt-Unième, Histoire Naturelle, Minieralogie - Zoologie.
- Band 22 (1827): Tome Vingt-Deuxième, Histoire Naturelle, Zoologie. Animaux Invertébrés (suite).
- Band 23 (1828): Tome Vingt-Troisième, Histoire Naturelle, Zoologie. Animaux Invertébrés (suite). Animaux Venteures.
- Band 24 (1829): Tome Vingt-Quatrième, Histoire Naturelle, Zoologie.
- Band 25 (1820): Planches: Antiquités.
- Band 28 (182x): Planches: Antiquités.
- Band 29 (182x): Planches: Antiquités.
- Band 30 (182x): Planches: Antiquités.
- Band 31 (1823): Planches: Antiquités.
- Band 32 (1822): Planches: Etat Moderne.
- Band 33 (1823): Planches: Etat Moderne.
- Band 34 (1826): Planches: Histoire Naturelle.
- Band 35 (1826): Planches: Histoire Naturelle.
- Band 36 (1826): Planches: Histoire Naturelle.
- Band 37 (1826): Planches: Atlas géographique.

## Verbleib der Originale
Von den 1000 Sätzen der Erstausgabe in 23 Bänden wurden rund die Hälfte an Mitarbeiter der Expedition verteilt, nur 150 wurden frei verkauft. Von dieser Erstausgabe sind weltweit mindestens elf erhalten. Dazu gehört die Ausgabe des von Napoleon gegründeten Institut d’Égypte in Kairo, das im Dezember 2011 im Rahmen der revolutionären Proteste nach einem Brandanschlag zerstört wurde. Im Gegensatz zu tausenden historischen Dokumenten der Institutsbibliothek, die bei dem Brand zerstört wurden, konnte die Description de l'Égypte jedoch fast ohne Schaden gerettet werden. Angesichts zahlreicher Medienberichte über den vermeintlichen Verlust des Werks  stellte der ägyptische Kulturminister kurz nach dem Brand klar, dass sich zudem noch zwei weitere vollständige sowie ein unvollständiger Satz der Erstausgabe in Ägypten befänden. 2015 wurde bekannt, dass seit 1958 ein bis dahin über Jahrzehnte vergessener Satz derselben Erstausgabe in einem Gebäude der Ägyptischen Botschaft in Madrid aufbewahrt wurde, der offenbar als Staatsgeschenk Ägyptens an Spanien vorgesehen war.

## Galerie

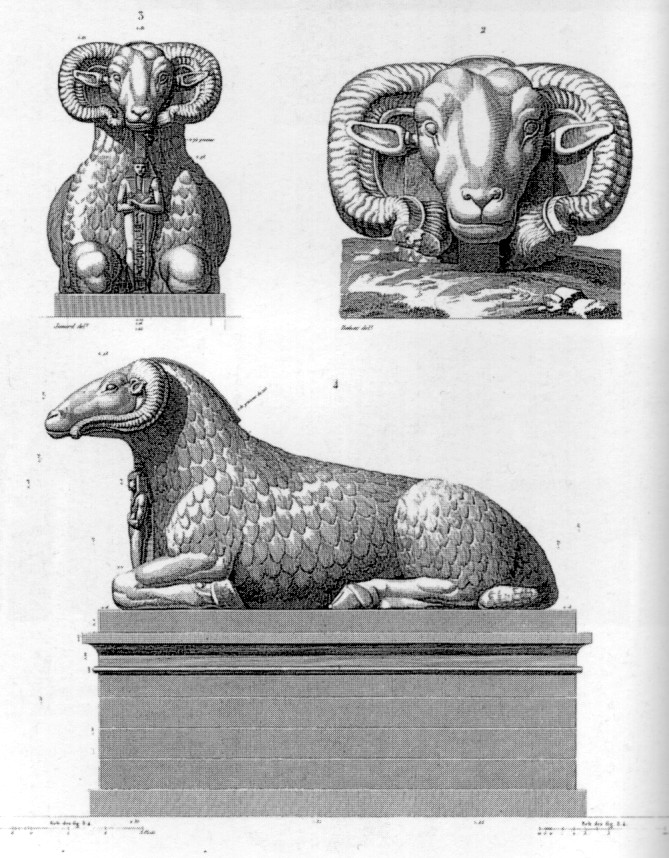
Skulpturen aus Karnak bei Theben
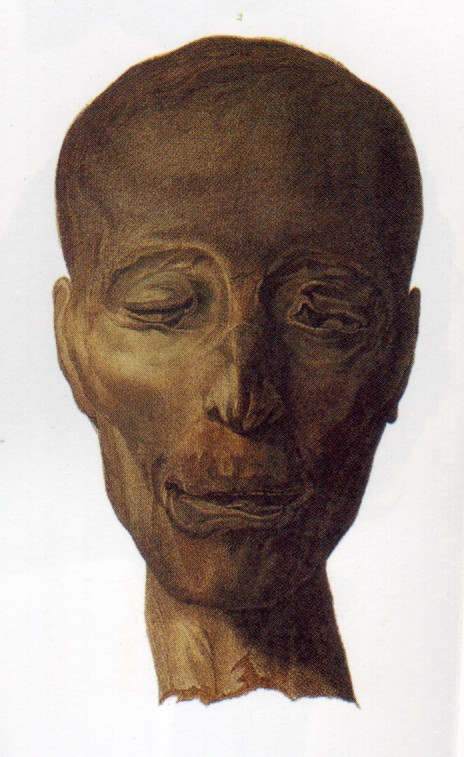
Kopf einer männlichen Mumie aus Theben
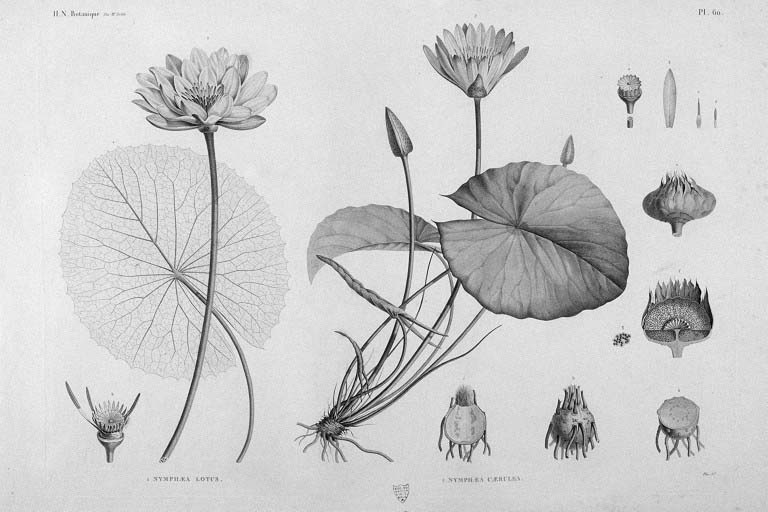
Lotusblumen
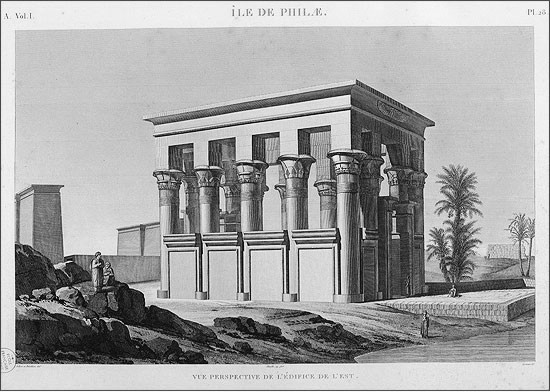
Tempel auf der Insel Philae